# Szasery

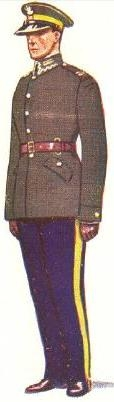
Szwoleżer w szaserach

Szasery – ciemne spodnie z lampasami, noszone do ubioru wieczorowego.
W zależności od rodzaju broni lub służby były to spodnie barwy granatowej, zielonej lub czarnej. Lampasy oficerów były zazwyczaj podwójne, często z wypustkami, a podoficerów – pojedyncze. Oficerowie do szaserów zakładali sztyblety i pas salonowy.